# Château de Selles
Ne doit pas être confondu avec Château de Selles-sur-Cher.
Le château de Selles est un ancien château fort du XIe siècle situé à Cambrai dans le département du Nord et la région Hauts-de-France.
Témoin rare de l'architecture militaire du Moyen Âge dans le nord de la France, il abrite le palais de justice depuis 1992.
Les parties subsistantes du château du Moyen Âge, remparts, façades et toitures des bâtiments du XVIIIe siècle font l’objet d’un classement au titre des monuments historiques par arrêté du 21 septembre 1981.

## Localisation
Le château de Selles est situé dans la partie nord-ouest de la ville, sur la rive droite de l’Escaut.

## Historique
L’existence d’un château fort de Selles au milieu du Xe siècle, et a fortiori à l’époque romaine, est hypothétique. Selon une anecdote, lors du siège de la ville par les Hongrois en 953 un des chefs ennemis capturé lors d'une sortie aurait eu la tête tranchée et exhibée au bout d’un pieu aux défenseurs du château de Selles. Ce château, s’il existait, devait être un donjon (en pierre, ou en bois) érigé sur une motte, comme il en existait à cette époque. Quoi qu’il en soit, aucun texte ne mentionne le château avant le XIe siècle ; en 1119 une bulle papale fait mention de moulins « près du château de Selles ».
De 1026 à 1080 les évêques de Cambrai Gérard Ier, Liébert et Gérard II entreprennent de grands travaux pour doter la ville d’une enceinte, d’abord en bois, puis en maçonnerie. Il est vraisemblable que le château date de cette époque. Il permettait aux évêques, qui avaient les pouvoirs comtaux sur la ville depuis 948, à la fois de défendre Cambrai et d’en surveiller les habitants. En 1270 l’évêque Nicolas de Fontaines reconstruisit le château. Les vestiges visibles aujourd’hui datent de cette époque.
En 1543 Charles-Quint occupe la ville et décide la construction d’une nouvelle citadelle sur le Mont-des-Bœufs « pour défendre la ville contre les Français ». Dès lors le château de Selles perd une grande partie de sa fonction défensive, mais continue à être utilisé comme prison.
Le château souffre du siège de la ville par Louis XIV en 1677, l’attaque se portant principalement au nord, entre le château et la porte Notre-Dame.
Au XVIIIe siècle les États de Cambrésis font raser les superstructures et construire des bâtiments à usage de manutention militaire et de boulangerie. En 1813, ces bâtiments sont convertis en hôpital militaire. Après la bataille de Waterloo en 1815 ils reçoivent de nombreux blessés. Ils conservent cette fonction jusqu’en 1940.
En 1992 le palais de justice s’y est installé après des travaux de restauration.